# 茂山礦山線
茂山礦山線（朝鲜语：／ Musan Kwangsan sŏn */?）是朝鮮民主主義人民共和國的一條鐵道線路，站點為咸镜北道茂山郡的铁松青年站到茂山礦山站。

## 路线概况
- 距离：3.0km
- 车站数：2
- 轨距：1435mm
- 电气化区间：无
- 复线区间：无